# Batalha do Medway
A Batalha do Medway foi travada em 43 d.C. entre romanos, liderados pelo general Aulo Pláucio, e britanos, provavelmente nas terras da antiga tribo dos cancíacos (em latim: cantiaci) e às margens do rio Medway, um território que corresponde ao moderno condado inglês de Kent. Outros locais já foram sugeridos, mas são menos prováveis. Foi uma das primeiras batalhas da invasão da Britânia pelo imperador Cláudio.

## Contexto
Quando souberam que os romanos haviam desembarcado na Britânia, as tribos britanas se uniram para combatê-los sob o comando de Togodumno e seu irmão, Carataco, dos catuvelaunos. Depois de terem sido derrotados em duas escaramuças iniciais no leste de Kent, os nativos se reuniram às margens de um rio mais para oeste para enfrentar os invasores.
Ao mesmo tempo, os romanos receberam a rendição dos dobunos (em latim: dobunni), uma tribo da Britânia ocidental. Eles eram súditos dos catuvelaunos e esta vitória diplomática provavelmente foi um duro golpe para o moral dos nativos e para sua capacidade de lutar.

## Cronologia
Não havia ponte sobre o rio às margens do qual a batalha seria travada e, por conta disto, um destacamento de auxiliares romanos especialmente treinados (descritos por Dião Cássio, a única fonte contemporânea da batalha, como "celtas") atravessou o rio a nado e atacou os cavalos das bigas dos nativos. No caos que se seguiu, o grosso da força invasora, liderado pela II Augusta comandada pelo futuro imperador Vespasiano, atravessou o rio sob o comando geral de Tito Flávio Sabino. Os nativos foram tomados de surpresa quando os bem armados legionários conseguiram atravessar o rio; segundo Peter Salway, até mesmo Dião Cássio parece ter se surpreendido em seu relato. Apesar disto, os romanos não conseguiram uma vitória imediatamente e o primeiro dia de batalhas terminou sem a obtenção de nenhum resultado. No segundo dia, um ousado ataque liderado por Cneu Hosídio Geta quase terminou com sua própria captura. Suas tropas retaliaram e conseguiram repelir os britanos. Pela vitória, Geta conseguiu a honra de um triunfo, uma honra raríssima para alguém que ainda não havia obtido o consulado. Dados os papeis de protagonistas assumidos por Geta e Sabino em dias diferentes, o historiador Malcolm Todd sugeriu que os romanos provavelmente estavam operando como dois ou possivelmente três grupos de combate.
Uma batalha longa como esta era pouco usual nas guerras antigas e é provável que os romanos tenham conseguido derrotar uma importante força nativa. Os britanos recuaram para o rio Tâmisa, o que oferecia a eles uma importante vantagem estratégica defensiva.

## Localização
O relato de Dião Cássio não fornece a localização e não nomeia o rio, mas alega-se que o local seria o rio Medway. Os romanos certamente utilizaram as estradas de terra já existentes conforme se moviam para o oeste a partir de Richborough e a mais utilizada destas estradas pré-históricas era a rota do futuro Caminho dos Peregrinos (em inglês:  Pilgrims' Way), que atravessa o Medway em Aylesford. Outras teorias, porém, defendem que este rio é estreito o suficiente em Aylesford a ponto de não apresentar nenhuma dificuldade importante para a travessia e, por isso, localizam a batalha mais perto de Rochester, onde havia um grande assentamento da Idade do Ferro na época. Mais evidências de uma possível localização mais ao norte apareceu em Bredgar, onde um tesouro escondido de moedas romanas do período foi encontrado e tem sido interpretado como sendo as economias de um oficial romano enterradas por segurança antes de uma batalha de grandes proporções. Este tesouro pode, porém, ser posterior à batalha em até vinte anos. Possivelmente os romanos seguiram o trajeto da futura Watling Street para a batalha, embora seu papel como estrada em período pré-romano seja desconhecido.